# Walmir Alberto Valle
Dom Walmir Alberto Valle, IMC (Nova Trento, 14 de abril de 1938 - Joaçaba, 26 de agosto de 2019), foi um bispo brasileiro.
A ordenação presbiteral ocorreu em 21 de dezembro de 1961. Eleito bispo em 5 de novembro de 1985,  recebeu a ordenação episcopal no dia 6 de janeiro de 1985, das mãos do Papa João Paulo II, sendo concelebrante Cardeal Dom Agostino Casaroli e Cardeal Dom Bernardin Gantin.

## Ordenações episcopais
Dom Walmir foi concelebrante da ordenação episcopal de:
- Dom Carlo Ellena

## Episcopado
- 6 de janeiro de 1985 - Bispo de Cândido Mendes
- 6 de novembro de 2002 - Bispo Coadjutor de Joaçaba
- 9 de abril de 2003 - Bispo de Joaçaba
- 14 de abril de 2010 - Bispo Emérito de Joaçaba